# Temnostoma ningshanensis
Temnostoma ningshanensis är en tvåvingeart som beskrevs av Huo, Ren och Zheng 2007. Temnostoma ningshanensis ingår i släktet tigerblomflugor, och familjen blomflugor. Inga underarter finns listade i Catalogue of Life.